# The Sunset Tree
The Sunset Tree — девятый студийный альбом американской инди-рок группы The Mountain Goats из Клермонта (Калифорния). Он был выпущен 26 апреля 2005 года на лейбле 4AD. Песни альбома посвящены дому, в котором вырос Джон Дарниэль, и людям, которые там жили, включая его мать, сестру, отчима, друзей и врагов.

## Отзывы
| Совокупная оценка    | Совокупная оценка |
| Источник             | Оценка            |
| -------------------- | ----------------- |
| Metacritic           | 83/100            |
| Оценки критиков      |                   |
| Источник             | Оценка            |
| AllMusic             | [ 3 ]             |
| Blender              | [ 4 ]             |
| Entertainment Weekly | B                 |
| The Irish Times      | [ 6 ]             |
| Mojo                 | [ 7 ]             |
| NME                  | 6/10              |
| Pitchfork            | 7.2/10            |
| Rolling Stone        | [ 10 ]            |
| Spin                 | B+                |
| Uncut                | [ 12 ]            |

Альбом получил положительные отзывы от музыкальных критиков, набрав 83/100 баллов на Metacritic. Критик AllMusic Джеймс Кристофер Монгер оценил альбом на 4,5 из 5 и отметил, что «Талант Дарниэля к написанию увлекательного повествования сочетается только с лаконичностью музыки, стоящей за ним. Это особенно заметно в таких выдающихся композициях, как „This Year“, почти идеальный снимок юношеского неповиновения с его воодушевляющим припевом „I’m gonna make it through this year if it kill me“ и „Lion’s Teeth“, неловкий момент ясности, который смотрит на ярость в оба глаза, не дрогнув, используя струнный бэкбит для нагнетания напряженности. Несмотря на то, что The Sunset Tree — это тема для белых костяшек и образы, насыпанные солью на рану, он удивительно доступен. Это катарсис в перчатках, происходящий в реальном времени для талантливого певца/певицы, и он оставляет след и в слушателе».

## Список композиций
Слова и музыка всех песен — John Darnielle.
| №                   | Название                            | Длительность |
| ------------------- | ----------------------------------- | ------------ |
| 1.                  | «You or Your Memory»                | 2:15         |
| 2.                  | «Broom People»                      | 2:44         |
| 3.                  | «This Year»                         | 3:52         |
| 4.                  | «Dilaudid»                          | 2:10         |
| 5.                  | «Dance Music»                       | 1:57         |
| 6.                  | «Dinu Lipatti's Bones»              | 3:18         |
| 7.                  | «Up the Wolves»                     | 3:27         |
| 8.                  | «Lion's Teeth»                      | 3:25         |
| 9.                  | «Hast Thou Considered the Tetrapod» | 3:22         |
| 10.                 | «Magpie»                            | 2:00         |
| 11.                 | «Song for Dennis Brown»             | 3:57         |
| 12.                 | «Love Love Love»                    | 2:48         |
| 13.                 | «Pale Green Things»                 | 4:19         |
| Общая длительность: | Общая длительность:                 | 39:20        |

| №                   | Название                  | Длительность |
| ------------------- | ------------------------- | ------------ |
| 1.                  | «You or Your Memory»      | 2:30         |
| 2.                  | «Up the Wolves»           | 3:43         |
| 3.                  | «Dilaudid»                | 2:07         |
| 4.                  | «Collapsing Stars»        | 2:21         |
| 5.                  | «Dinu Lipatti's Bones»    | 2:30         |
| 6.                  | «Love Love Love»          | 2:32         |
| 7.                  | «High Doses #2»           | 3:02         |
| 8.                  | «Lions Teeth»             | 3:55         |
| 9.                  | «This Year»               | 3:44         |
| 10.                 | «Song for Dennis Brown»   | 3:01         |
| 11.                 | «The Day The Aliens Came» | 3:31         |
| Общая длительность: | Общая длительность:       | 32:56        |